# Ашлин Брук
Ашлин Брук (на английски: Ashlynn Brooke) е бивша американска порнографска актриса, режисьор на порнографски филми, модел и екзотична танцьорка.

## Биография
Родена е на 14 август 1985 г. в град Чоктау, щата Оклахома, САЩ.
В училище е мажоретка в продължение на девет години. Завършва гимназия през май 2003 г. След като навършва 18 години работи осем месеца като танцьорка. След това, за около три години и половина, работи в автокъща за употребявани автомобили като секретарка, дилър на автомобили и офис администратор.
Дебютира като актриса в порнографската индустрия през 2006 г., когато е на 21-годишна възраст. Кариерата и в индустрията за възрастни продължава от септември 2006 г. до януари 2010 г. През 2007 г. подписва ексклузивен договор с компанията „New Sensations / Digital Sin“. Избрана е за момиче на месец декември 2008 г. на Twistys. От 2009 г. започва да се изявява и като режисьор и сценарист на порнографски филми.
Участва във видеоклипа на песента „Too Drunk...“ на музикалната група Buckcherry. Снима се и в игралния филм „Пираня 3D“.
Включена е в списъка на „Мръсната дузина: най-популярните звезди в порното“ на телевизионния канал CNBC.
По време на кариерата си в индустрията за възрастни има интимна връзка с порноактьора Томи Гън.
През 2010 г. Брук се оттегля от порноиндустрията след раждането на детето си. Тя публикува съобщение в своя блог и в профила си в Twitter, представяйки се като „Ашли, преди известна като Ашлин Брук“, като заявява, че се е оттеглила от бизнеса и че нейният бивш уебсайт повече няма да бъде актуализиран.
По-късно започва да се занимава с билколечение, като използва името Ашли Роджърс.

## Награди и номинации
Носителка на награди
2008: F.A.M.E. награда за любими гърди.

2008: AEBN VOD награда за най-добра новачка.

2009: Exotic Dancer награда за най-добър дебют.
Номинации
Има номинации за наградите в категорията за най-добра нова звезда на CAVR (2007), NightMoves (2007), AVN (2008) и XBIZ (2008). След това получава номинации за изпълнителка на годината на наградите на CAVR (MVP на годината, 2008), NightMoves (2008), AVN (2009 и 2010) и XBIZ (2009 и 2010) За актьорската си игра е номинирана за най-добра американска актриса на наградите Hot d'Or (2009) и за най-добра актриса на AVN (2011). Има още и номинации за F.A.M.E. наградите за любима жена звезда (2009) и за любими гърди (2010).